# Tony Marsh
Tony Marsh (n. 20 iulie 1931, Stourbridge, Anglia, Regatul Unit – d. 7 mai 2009, Petersfield, Anglia, Regatul Unit) a fost un pilot de Formula 1. De-a lungul carierei a luat startul în 2 curse, niciuna din pole-position. Nu a câștigat nicio cursă și nu a terminat niciodată pe podium, acumulând 0 puncte în întreaga activitate ca pilot de Formula 1.